# Rubrika
Rubrika je beseda ali del besedila, ki je tradicionalno napisana ali natisnjena z rdečim črnilom zaradi poudarjanja. Beseda izhaja iz latinščine rubrica, kar pomeni rdeča okra ali rdeča kreda in izvira iz srednjeveških iluminiranih rokopisov iz 13. stoletja ali prej. Pri tem so bile rdeče črke uporabljene za označevanje velike začetnice (zlasti psalmov), naslovov poglavij in imen verskega značaja, prakso, ki je znana kot rubrikacija, kar je posebna faza pri izdelavi rokopisa.
Rubrika lahko pomeni tudi rdeče črnilo ali barva, ki se uporabljajo za izdelavo rubrik ali pigment, uporabljen za to. Čeprav se je rdeča najpogosteje uporabljala, so v srednjem veku prišle v uporabo tudi druge in beseda rubrika se je uporabljala tudi zanje.
Različni figurativni smisli besede so bili razširjeni iz prvotnega pomena. Običajno se je ta smisel uporabljal v določeni besedi »pod [katero koli] rubriko«, na primer »pod tem poglavjem« ali »[X je bilo storjeno] pod rubriko Y«. Te smisle delno opredeljuje Merriam-Websterjev Collegiate, kot sledi: »avtoritativno pravilo«; »naslov zakona«; »nekaj, pod čemer se klasificira stvar: kategorija«; »obrazložitveni ali uvodni komentar: GLOSS«; »uveljavljeno pravilo, tradicija ali po meri«; [Glej Merriam-Webster's Collegiate za celoten seznam.). 

## Kot liturgična navodila
Navodila so duhovniku razložila, kaj mora reči med liturgijo, so bila tudi rubricirama v liturgičnih knjigah (misali) in drugih liturgičnih knjigah, besedila, ki naj bi se govorila, so bila v črni barvi . Iz tega sledi, da ima rubrika sekundarno oznako ukaza v besedilu, ne glede na to, kako je dejansko vpisano. To je najstarejša zapisana definicija v angleščini, ki je bila najdena leta 1375. Manj formalno, rubrike se lahko nanašajo na katerikoli liturgični ukrep. Zgodovina, status in avtoriteta rubrike so pomembni in včasih sporni med liturgičnimi učenjaki. V preteklosti so nekateri teologi razlikovali med njimi božanskega izvora in tistimi človeškega izvora. Rubrike so bile prvotno verbalne in nato napisane v ločenih zvezkih. Najstarejše obstoječe liturgične knjige jih ne vsebujejo, vendar iz sklicevanj v besedilih prvega tisočletja se zdi, da obstajajo pisne različice. Celotne rubrike o zadevah, kot so liturgična oblačila, videz oltarja, čas posameznih liturgij in podobne zadeve, se lahko objavijo ločeno. V modernih liturgičnih knjigah, npr. katoliški Rimski misal, dolge splošne rubrike, verjetno izpisane v črni barvi, se nanaša na takšne zadeve in predpostavlja dejansko zaporedje liturgij, ki vsebujejo krajše, specifične rubrike, ki se navadno še skrčijo. Rdeča se pogosto uporablja za razlikovanje besed, ki jih govori praznovalec in tiste za cerkveno skupnost ali druge posebne osebe, vključene v liturgijo, npr. tiste, ki se poročijo.

## Po iznajdbi tiska
S prihodom tiska so bili za poudarjanje dela besedila uporabljeni tudi drugi tipografski učinki, kot poševno, krepko ali različne vrste velikosti, tisk pa je bil v dveh barvah dražji in rezerviran za sveto in liturgično knjigo ali razkošne izdaje drugih del.
V srednjeveško inspirirani tipografiji Williama Morrisa za Kelmscott Press konec 19. stoletja vključuje naslove poglavij in druge poudarke rdeče ali modre, črnilo in je vplival na majhno tiskarsko tipografijo, povezano z gibanjem umetnosti in obrti v Angliji in Združenih državah Amerike, predvsem Ashdenen, Doves in Roycroft Presses. 
Okoli leta 1900 je bila rubrikacija vključena v različico Biblije z rdečimi črkami kralja Jakoba, da bi se razlikovale od dominikanskih besed, to je tistih, ki jih je Jezus Kristus govoril med svojim telesnim življenjem na Zemlji, ker ta prevod nima narekovajev. Druge različice Biblije so od takrat sprejele popularno prakso.